# Arbeitsobjekt
Das Arbeitsobjekt (englisch work object) ist in der Organisationslehre der Gegenstand, der durch Aufgabenträger bearbeitet wird und durch den Produktionsprozess eine Zustandsänderung erfährt.

## Allgemeines
Aufgabenträger kann eine Arbeitskraft oder eine Maschine sein. Durch ihre Aufgabe und den Arbeitsplatz erhalten beide mindestens eine räumliche Beziehung zum Arbeitsobjekt. Dabei müssen die Aufgabenträger das Arbeitsobjekt mit Hilfe von Arbeitsmitteln bearbeiten oder weiterverarbeiten, wodurch am Arbeitsobjekt eine Zustandsänderung eintritt. Als Arbeitsobjekte kommen reale (Auto beim Automobilhersteller) oder abstrakte (Kredit in einem Kreditinstitut) Güter und Dienstleistungen in Frage. Unter Arbeitsobjekt verstehen wir die „gegenständliche oder abstrakte Form von Gegenständen, auf die sich die Arbeitsaufgabe (…) bei Beginn des Arbeitsvollzuges bezieht und die nach Maßgabe seiner Funktion zu verändern sein wird“. Diese Zustandsveränderung verwandelt das Arbeitsobjekt in ein Produkt (Endprodukt, Halbfabrikat, Zwischenprodukt) oder eine Dienstleistung.
Das Verhältnis der Arbeit zum Arbeitsobjekt ist Erkenntnisobjekt der Arbeitswissenschaft, während sich die Betriebswirtschaftslehre um den Transformationsprozess der Arbeitsobjekte – die Produktion – und die Organisation kümmert.

## Geschichte
Arbeitsobjekte sind so alt wie die menschliche Arbeit. Bereits Karl Marx beschrieb im Mai 1857 die Funktion des Arbeitsobjekts bei der Bearbeitung der Natur wie folgt: „Die Erde an sich – so sehr sie Hindernisse darbieten mag, um sie zu bearbeiten, sich wirklich anzueignen – bietet kein Hindernis dar, sich zu ihr als der unorganischen Natur des lebendigen Individuums, seiner Werkstätte, dem Arbeitsmittel, Arbeitsobjekt und Lebensmittel des Subjekts zu verhalten“. Er ging in seiner Entfremdungstheorie davon aus, dass sich der Arbeiter vom Arbeitsobjekt durch Arbeitsteilung und Monotonie geistig entferne, wodurch seine Arbeitsleistung sinke. Die Bereitschaft zur Arbeit wird stark vom Arbeitsobjekt und der Arbeitsverrichtung bestimmt. Der Mensch ist durch die Arbeitsteilung und Arbeitszerlegung von seiner Arbeit entfremdet, was sich durch mangelnde Bindung an das Arbeitsobjekt zeigt.
Die Arbeit ist in der Betriebswirtschaftslehre stets objektbezogen, sie ist Arbeit „an etwas“, sie bildet das Arbeitsobjekt um. Das Ergebnis dieser Umbildung ist die Arbeitsleistung. Die Arbeit verleiht dem Arbeitsobjekt einen Wert oder erhöht ihn. Der Betriebswirt Erich Gutenberg ging 1955 davon aus, dass zwischen der Arbeitskraft (die er „Arbeitssubjekt“ nannte) und dem Arbeitsobjekt ein „inneres Verhältnis“ derart besteht, dass die Arbeitsperson ein – mehr oder weniger starkes – Interesse am Arbeitsobjekt entwickelt wie dies bei Forschungs- und Entwicklungsarbeiten der Fall sei. Diese Beziehung ist ein Teil der Arbeitsmotivation. Erich Kosiol untersuchte 1962 die Arbeitsobjekte ausführlich und nannte sie im Rahmen des Arbeitsprozesses „alle möglichen Bezugsobjekte der Arbeit“. Für ihn ist der Arbeitsgang der Arbeitsteil einer Arbeitskraft, „der bei gegebener Arbeitsteilung an einem Arbeitsobjekt vollzogen wird“. Dabei sind bei gegebener Arbeitsfolge verschiedenartiger Arbeitsgänge am selben Arbeitsobjekt die Arbeitsplätze „räumlich derart anzuordnen, dass der Arbeitsprozess bei geringsten Transportwegen reibungslos abgewickelt werden kann“. Horst Albach schrieb im Jahre 2000 den motivierten Arbeitskräften ein enges Verhältnis zum Arbeitsobjekt zu.

## Arten
Man unterscheidet stoffliche Arbeitsobjekte, Informationen und lebende Arbeitsobjekte. Zu den stofflichen Arbeitsobjekten gehören alle Werkstoffe und Güter, die im Arbeitssystem der Arbeitsaufgabe entsprechend verändert werden. Energiearten können Arbeitsobjekte sein, wenn sie im Produktionsprozess umgewandelt werden (etwa Wind durch Windkraftwerke in Windenergie). Informationen sind Arbeitsobjekte, wenn sie in Form von Arbeitsanweisungen die Zustandsveränderung während der Produktion vorschreiben. Als lebende Arbeitsobjekte kommen Menschen, Tiere und Pflanzen in Betracht. Der Mensch kann im Dienstleistungssektor Arbeitsobjekt sein (etwa der Kunde beim Friseur), das Tier beim Tierarzt und die Pflanze beim Landwirt.
Bei allen Arbeitsobjekten geht es insbesondere um die Veränderung von Aggregatzustand, Oberflächenbeschaffenheit, Behandlungsempfindlichkeit, Form, Größe, Gewicht oder Gefährlichkeit.

## Arbeitsobjekt und Arbeitsplatz
Das Arbeitsobjekt muss am Arbeitsplatz vorhanden sein. Dort befindet es sich entweder im Ruhezustand und kann dann bearbeitet werden oder wird zwecks Bearbeitung in eine Ruhelage gebracht oder kann in gewissen Grenzen in Bewegung bearbeitet werden (Fließbandfertigung). Der Arbeitsplatz kann aber auch mit dem Arbeitsobjekt wechseln, etwa beim Straßen- und Wegebau oder Brückenbau. Der Arbeitstakt richtet sich insbesondere nach der Art und Beschaffenheit des Arbeitsobjektes und danach, wie viel Materialwiderstand es beim Arbeitsvorgang leistet.
Ein neuer Arbeitsvorgang liegt dann vor, wenn
- der Bearbeiter wechselt,
- das Arbeitsobjekt wechselt
- das Arbeitsobjekt in mehrere Objekte zerlegt wird oder mehrere Arbeitsobjekte zu einem einzigen vereinigt werden
- das Arbeitsmittel wechselt oder
- ein bestimmter Aggregatzustand des Arbeitsobjekts erreicht wird.

Der Wechsel von Bearbeiter, Arbeitsobjekt oder Arbeitsmittel stellt die Ursache von neuen Arbeitsvorgängen am Arbeitsplatz dar.
Das Arbeitsobjekt benötigt im Arbeitsprozess eine bestimmte Durchlaufzeit, zu der auch die Zeiträume gehören, an denen das Arbeitsobjekt auf die nachfolgende Verrichtung wartet. Die Veränderung eines Arbeitsobjektes geschieht dabei am Arbeitsplatz durch Einwirkung oder Förderung (Lage- oder Ortsveränderung), Prüfen (Kontrolle im Arbeitsprozess), Liegen (ablaufbedingte Unterbrechung oder Betriebsstörung) oder Lagern.